# 唐克雷德·奥古斯特
约瑟夫·安托万·唐克雷德·奥古斯特（法語：Joseph Antoine Tancrède Auguste，法語發音：[ʒozɛf ɑ̃twan tɑ̃kʁɛd oɡyst]；1856年3月16日—1913年5月2日），海地政治家，於1912年8月8日至1913年5月2日擔任海地總統。
當前總統辛辛纳提·勒孔特死在一次在總統府的爆炸後，奥古斯特接任總統。
但他在任時間只有不足一年，他在1913年到海地北方旅行時去世。
他也是海地共產黨總書記和作家雅克·鲁曼的祖父。